# Uri Orbach
Uri Orbach (hebrejsky: אורי אורבך, ‎* 28. března 1960, Petach Tikva – 16. února 2015, Jeruzalém) byl izraelský politik, poslanec Knesetu za stranu Židovský domov a spisovatel pro děti. Od března 2013 do své smrti byl ministrem pro záležitosti penzistů v izraelské vládě.

## Biografie
Narodil se v Petach Tikvě. Bydlel ve městě Modi'in-Makabim-Re'ut. Byl ženatý, měl čtyři děti. Sloužil v izraelské armádě, kde dosáhl hodnosti seržanta. Absolvoval vojensko-náboženskou přípravku hesder ješiva.
Zemřel v roce 2015 ve věku 54 let.

## Politická dráha
Pracoval jako novinář a publicista. Vydal několik knih pro děti.
Do Knesetu nastoupil po volbách roku 2009, ve kterých kandidoval za stranu Židovský domov. V parlamentu působil ve výboru House Committee, výboru státní kontroly, výboru pro práva dětí a finančního výboru. Zasedal rovněž ve vyšetřovací komisi pro integraci arabských zaměstnanců do veřejného sektoru. Svůj mandát obhájil v předčasných volbách v roce 2013, po nichž byl jmenován ministrem pro záležitosti penzistů v třetí Netanjahuově vládě.